# Benggwigwishingasuchus
Benggwigwishingasuchus — рід попозавроїдних псевдозухій з анізіанської формації Фавре в Неваді. Хоча тварина була знайдена в морських відкладеннях і, можливо, вела прибережний спосіб життя, Benggwigwishingasuchus не демонструє чітких пристосувань до морського життя. Рід містить один вид: B. eremicarminis.

## Історія та найменування
Викопні рештки Benggwigwishingasuchus були виявлені Елейн Крамер і Монікою Шаффер у відслоненнях Фоссил Хілл, члена формації Фавре, розташованого в окрузі Першинг, штат Невада. Голотипний зразок LACM-DI 158616 складається з частково зчленованого скелета, що складається з частин черепа, а також більшої частини хребта, поясів і кінцівок.
Назва роду Benggwigwishingasuchus поєднує шошонський термін «Benggwi Gwishinga», що означає «ловити рибу», з грецьким «suchus», загальновживаним суфіксом серед викопних псевдосухій, що походить від єгипетського божества Собек. Тим часом назва виду означає «пісня пустелі», що походить від латинських «erema» та «carminis», і була обрана на честь першовідкривачів скам’янілостей, які відомі своєю любов’ю до опери.

## Опис
Benggwigwishingasuchus був паракрокодиломорфом середнього розміру, що досягав загальної довжини тіла приблизно 1,5 м.